# In Myung-jin
In Myung-jin (* 1. Juni 1946 in Dangjin, Chungcheongnam-do) ist ein südkoreanischer presbyterianischer Pastor und war ab Dezember 2016 Interimsvorsitzender der Freiheitspartei Koreas.

## Leben
In Myung-jin besuchte die weiterführende Schule in Daejeon und studierte anschließend an der Hanshin University. Seinen Master in Theologie erlangte In an der Presbyterianischen Universität in Seoul und seinen Ph.D. am Theologischen Seminar in San Francisco.
In beteiligte sich seit Ende der 1970er-Jahre an der demokratischen Bewegung in Südkorea und wurde unter der Regierung Park Chung-hees insgesamt vier Mal inhaftiert. Nachdem Südkorea unter Präsident Chun Doo-hwan langsam reformiert wurde, gründete In 1986 die Galilee Kirche in Guro-gu, Seoul und wirkt in dieser seitdem als Pastor. Daneben war er Leiter von verschiedenen religiösen und sozialen Organisationen und Professor an christlichen Universitäten. Zurzeit hat er einen Lehrstuhl am Institut für Frieden und Einheit an der Universität Soongsil inne.
Von 2006 bis 2008 war In Vorsitzender des Ethikkomitees der Großen Nationalpartei (GNP) und verhalf dieser bei der Wahl zur Nationalversammlung 2008 wieder die Mehrheit zu erringen, nachdem die Partei diese bei den Wahlen 2004 verloren hatte. Auch war er Berater von Präsident Lee Myung-bak. Am 23. Dezember 2016 wurde er als Vorstand des Krisenkomitees der Saenuri-Partei (SP), dem Nachfolger der Großen Nationalpartei, nominiert, nachdem In mehrere Anfragen des Fraktionsvorsitzenden der Saenuri-Partei Chung Woo-Taik abgelehnt hatte. Grund für die Einrichtung des Krisenkomitees war der Parteiaustritt von mehr als 30 Abgeordneten der Nationalversammlung und deren Gründung der Bareun-Partei. Am 29. Dezember wurde In auf dem Parteitag der Saenuri-Partei gewählt und ist somit Übergangsparteivorsitzender. Im Februar 2017 benannte sich die Saenuri-Partei in Freiheitspartei Koreas um.